# سو: ولادة جديدة
سو:ولادة جديدة هو كتاب فكاهي نشره IDW للنشر، وكتبه آر-ايرك ليب وكري اوبريسكو وصممه ريناتو جيديس.
الكتاب الهزلي تحول إلى فلم سو، وأيضاً باقي السلسلة.